# Ortopnee
Ortopneea este o formă de dispnee, cauzată de congestia pulmonară secundară insuficienței cardiace. Pacienții care acuză acest simptom respiră mai ușor în ortostatism.  
Ortopneea poate îmbrăca diferite forme de gravitate. Astfel, poate trece aproape neobservată în cazul formelor ușoare, pacientul resimțind doar faptul că doarme mai bine cu mai multe perne sub cap, fără să acuze alte semne funcționale. În cazurile severe, dispneea se ameliorează doar atunci când pacientul se ridică din pat. Un indicator util în cuantificarea gravității dispneei este numărul de perne utilizat de pacient atunci când doarme, un număr ridicat indicând o toleranță mai scăzută.
Ortopneea reprezintă senzația de disconfort resimțită la respirație în decubit dorsal și care se ameliorează la trecerea din clinostatism în ortostatism.
Este un simptom întâlnit frecvent în cadrul unor patologii pulmonare și cardio-vasculare precum astmul, edemul pulmonar, emfizemul, pneumoniile sau insuficiența cardiacă congestivă. 
În decubit dorsal, volumul sanguin provenit din jumătatea inferioară a corpului este redistribuit la nivelul plămânilor, fapt ce nu are consecințe asupra respirației persoanelor cu o funcție cardiacă normală.
În prezența insuficienței cardiace, inima nu poate face față returului venos crescut, având drept consecință acumularea de fluide la nivel pulmonar și îngreunarea schimburilor gazoase. Acest lanț fiziopatologic se exprimă clinic prin apariția ortopneei. Trecerea în ortostatism scade gradul de congestie pulmonară, acest lucru concretizându-se prin ameliorarea simptomelor. 
Ortopneea apare frecvent în cazul următoarelor afecțiuni:
- Boli cardiovasculare: afecțiuni cardiace congenitale, insuficiență cardiacă congestivă, infarct miocardic, valvulopatii (stenoză mitrală, stenoză aortică), defecte septale sau fistule arterio-venoase.
- Punctul final al acestor boli cardiovasculare este reprezentat de insuficiența cardiacă, manifestată prin dispnee cu ortopnee, palpitații, edeme ale membrelor inferioare sau chiar edeme generalizate în formele severe, astenie și fatigabilitate. În funcție de valorile determinate ale fracției de ejecție distingem două situații. Insuficiența cardiacă cu fracție de ejecție conservată este caracterizată printr-o disfuncție diastolică a inimii. Acest fapt se concretizează prin relaxare necorespunzătoare a miocardului și umplere ineficientă în timpul diastolei a cavităților cardiace. Insuficiența cardiacă cu fracție de ejecție redusă
- Cord pulmonar cronic: apare în urma insuficienței cardiace drepte produsă de presiunile ridicate în artera pulmonară și în ventriculul drept. Simptomele cordului pulmonar cronic includ ortopneea, senzație de constricție toracică și edeme la nivelul membrelor inferioare. Semnele respiratorii sugestive sunt reprezentate de wheezing, tuse și dispnee la efort.
- Bronhopneumopatia obstructivă cronică: această afecțiune presupune coexistența emfizemului pulmonar și a bronșitei cronice. Efectele principale ale acestor două patologii sunt similare, deși există în ambele cazuri anumite particularități ce țin de simptome și de tratamentul recomandat. Simptomele principale constau în ortopnee, wheezing, tuse cronică productivă și apariția frecventă a infecțiilor pulmonare. În prezența acestei afecțiuni, căile respiratorii sunt inflamate și îngustate, iar pereții alveolelor se rup. Cea mai frecventă cauză a acestor tipuri de leziuni pulmonare este fumatul. Odată cu trecerea timpului și expunerea continuă la factorii de agresiune, dispneea va crește progresiv în intensitate, ajungând până la oxigenarea insuficientă a sângelui (hipoxie) și eliminare insuficientă a dioxidului de carbon prin respirație (hipercapnie)
- Alte boli pulmonare: astm, emfizem pulmonar, bronșită, pneumonii sau pneumoconioze
- Refluxul gastro-esofagian
- Sindromul de apnee în somn
- Tumori mediastinale
- Obezitatea morbidă